# Miro Jurić
Miro Jurić, né le 10 août 1972, à Šibenik, en République socialiste de Croatie, est un ancien joueur croate de basket-ball. Il évolue durant sa carrière au poste d'arrière.

## Palmarès
- 3e du championnat du monde 1994